# 内堀維文

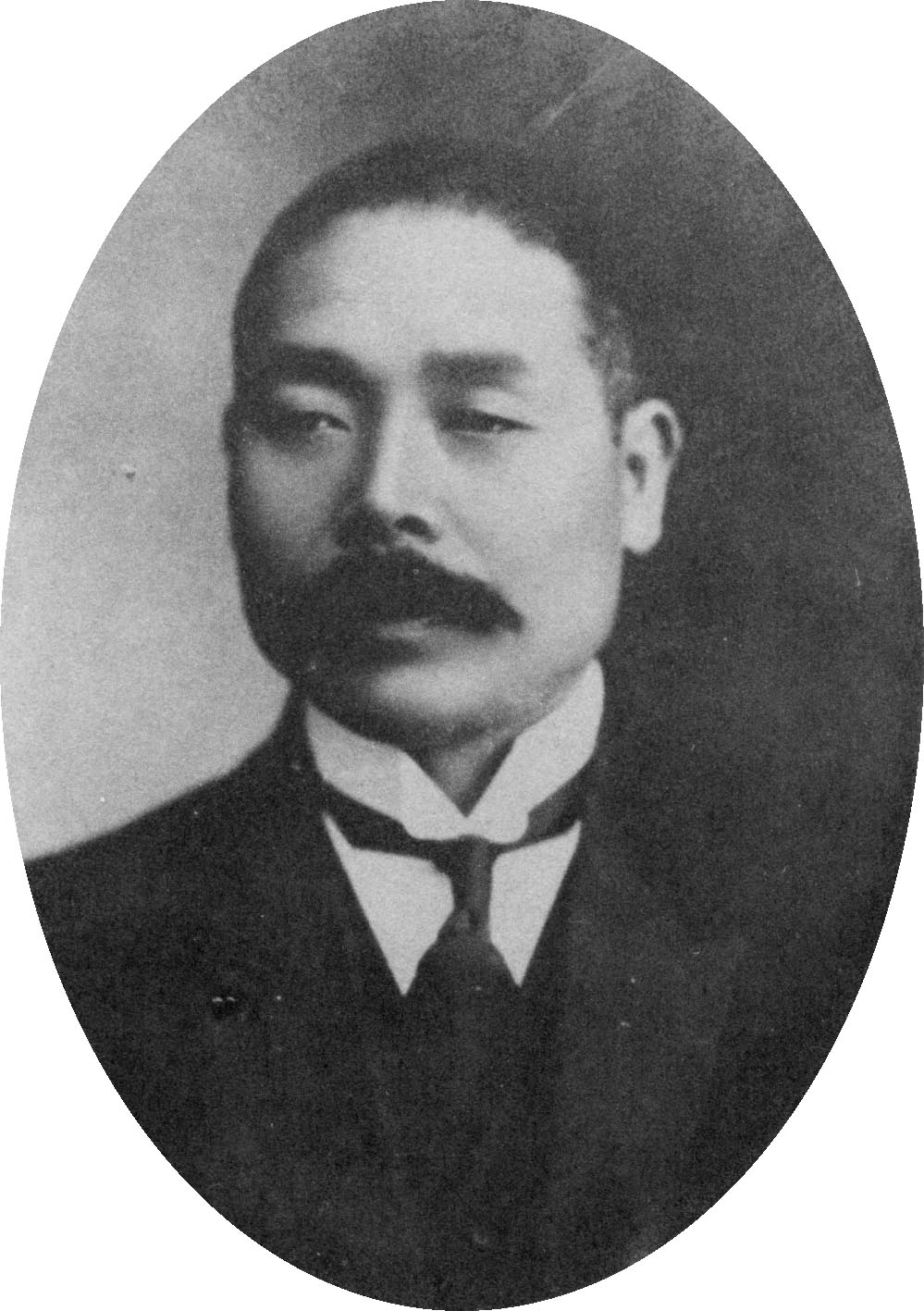
内堀維文

内堀 維文（うちぼり これぶみ、明治5年4月13日（1872年5月19日） - 昭和8年（1933年）1月1日）は、日本の教育者。

## 経歴
肥後国玉名郡南関村（現在の熊本県玉名郡南関町）出身。1898年（明治31年）、東京高等師範学校文科を卒業。東京高等師範学校助教諭・訓導、同舎監・教諭を務めた。1903年（明治36年）、清の招聘により山東省師範学堂総教習として赴任。1909年（明治42年）に帰国した後は、神奈川県師範学校校長、静岡県師範学校校長、長野県師範学校校長を歴任した。1917年（大正6年）に満州に渡り、南満中学学堂校長、奉天中学校校長を務めた。1923年（大正12年）、旅順工科大学予科教授に就任し、のち旅順第二中学校校長を兼任した。1928年（昭和3年）に退官した後は、大東文化学院教授に就任した。

## 著書
- 『中学漢文入門教授法』（金港堂、1900年）
- 『中等教育漢文教授法』（金港堂、1903年）
- 『実用教育学』（晩成処、1905年）